# Stiven Vega
Stiven „Jefe” Vega Londoño (ur. 22 maja 1998 w Apartadó) – kolumbijski piłkarz występujący na pozycji defensywnego pomocnika lub środkowego obrońcy, reprezentant Kolumbii, od 2018 roku zawodnik Millonarios.